# Edin Višća
Edin Višća (ur. 17 lutego 1990 w Olovie) – bośniacki piłkarz występujący na pozycji pomocnika w tureckim klubie Trabzonspor oraz reprezentacji Bośni i Hercegowiny.

## Kariera klubowa

### Željezničar
Višća rozpoczął swoją karierę w juniorskim zespole Budućnosta, skąd we wrześniu 2009 przeszedł do Željezničar. W barwach klubu zadebiutował 27 lutego 2010 wychodząc w podstawowym składzie podczas wygranego 4:1 spotkania ligowego z Čelikiem Zenica. 3 kwietnia 2010 w 73. minucie ligowego meczu z Travnikiem zastąpił na boisku Seada Bučana, zaś 13 minut później zdobył swoją pierwszą bramkę w bośniackiej ekstraklasie. W lipcu 2010 Višća zadebiutował w europejskich pucharach, jednak Željezničar przegrał 0:6 w dwumeczu eliminacyjnym do Ligi Mistrzów z izraelskim Hapoelem Tel Awiw.

### İstanbul BB
10 sierpnia 2011 za kwotę 400 tysięcy euro Višća przeszedł do tureckiego İstanbul BB, z którym związał się pięcioletnim kontraktem. Pierwszy mecz w barwach nowej drużyny rozegrał 11 września 2011, wychodząc w podstawowym składzie na wygrane 2:0 spotkanie z Galatasaray SK. Pierwszą bramkę w Turcji zdobył 3 stycznia 2012 podczas przegranego 1:4 meczu z Galatasaray. W sezonie 2012/13 Višća spadł z klubem do drugiej ligi.

## Kariera reprezentacyjna
Višća ma za sobą grę w młodzieżowych kadrach Bośni do lat 19 oraz do lat 21. Z tą drugą brał udział w przegranych eliminacjach do młodzieżowych Mistrzostw Europy 2013.
10 grudnia 2010 zadebiutował w seniorskiej reprezentacji, wychodząc w podstawowym składzie na zremisowany 2:2 towarzyski mecz z reprezentacją Polski. Znalazł się we wstępnej, 24-osobowej kadrze na Mistrzostwa Świata 2014.

## Statystyki kariery
Aktualne na dzień 5 maja 2014
| Klub               | Sezon              | Liga               | Liga  | Liga   | Puchar kraju | Puchar kraju | Europa | Europa | Suma  | Suma   |
| Klub               | Sezon              | Liga               | Mecze | Bramki | Mecze        | Bramki       | Mecze  | Bramki | Mecze | Bramki |
| ------------------ | ------------------ | ------------------ | ----- | ------ | ------------ | ------------ | ------ | ------ | ----- | ------ |
| Željezničar        | 2009/10            | Premijer liga      | 11    | 2      | 0            | 0            | –      | –      | 11    | 2      |
| Željezničar        | 2010/11            | Premijer liga      | 27    | 9      | 3            | 0            | 2      | 0      | 32    | 9      |
| Željezničar        | 2011/12            | Premijer liga      | 1     | 0      | 0            | 0            | 3      | 0      | 4     | 0      |
| Željezničar        | Ogólnie            | Ogólnie            | 39    | 11     | 3            | 0            | 5      | 0      | 47    | 11     |
| İstanbul BB        | 2011/12            | Süper Lig          | 36    | 5      | 1            | 0            | –      | –      | 37    | 5      |
| İstanbul BB        | 2012/13            | Süper Lig          | 27    | 3      | 0            | 0            | –      | –      | 27    | 3      |
| İstanbul BB        | 2013/14            | TFF 1. Lig         | 34    | 10     | 1            | 0            | –      | –      | 35    | 10     |
| İstanbul BB        | Ogólnie            | Ogólnie            | 97    | 18     | 2            | 0            | 0      | 0      | 99    | 18     |
| Ogólnie w karierze | Ogólnie w karierze | Ogólnie w karierze | 136   | 29     | 5            | 0            | 5      | 0      | 146   | 29     |

## Sukcesy

### Željezničar
- Mistrzostwo Bośni i Hercegowiny: 2009/10